# Vattetot-sous-Beaumont
Vattetot-sous-Beaumont ist eine französische Gemeinde mit 583 Einwohnern (Stand: 1. Januar 2022) im Département Seine-Maritime in der Region Normandie. Sie gehört zum Arrondissement Le Havre und zum Kanton Saint-Romain-de-Colbosc (bis 2015: Kanton Goderville).

## Geographie
Vattetot-sous-Beaumont liegt etwa 23 Kilometer nordöstlich von Le Havre in der Landschaft Pays de Caux. Umgeben wird Vattetot-sous-Beaumont von den Nachbargemeinden Gonfreville-Caillot im Norden, Saint-Maclou-la-Brière im Nordosten, Bernières im Osten, Nointot im Süden, Mirville im Südwesten sowie Bréauté im Westen.

## Bevölkerungsentwicklung
| Jahr                      | 1962 | 1968 | 1975 | 1982 | 1990 | 1999 | 2006 | 2013 |
| Einwohner                 | 327  | 345  | 279  | 361  | 484  | 490  | 533  | 582  |
| Quelle: Cassini und INSEE |      |      |      |      |      |      |      |      |

## Sehenswürdigkeiten
- Kirche Notre-Dame aus dem 13. Jahrhundert
- Herrenhaus Bailleul aus dem 13./14. Jahrhundert

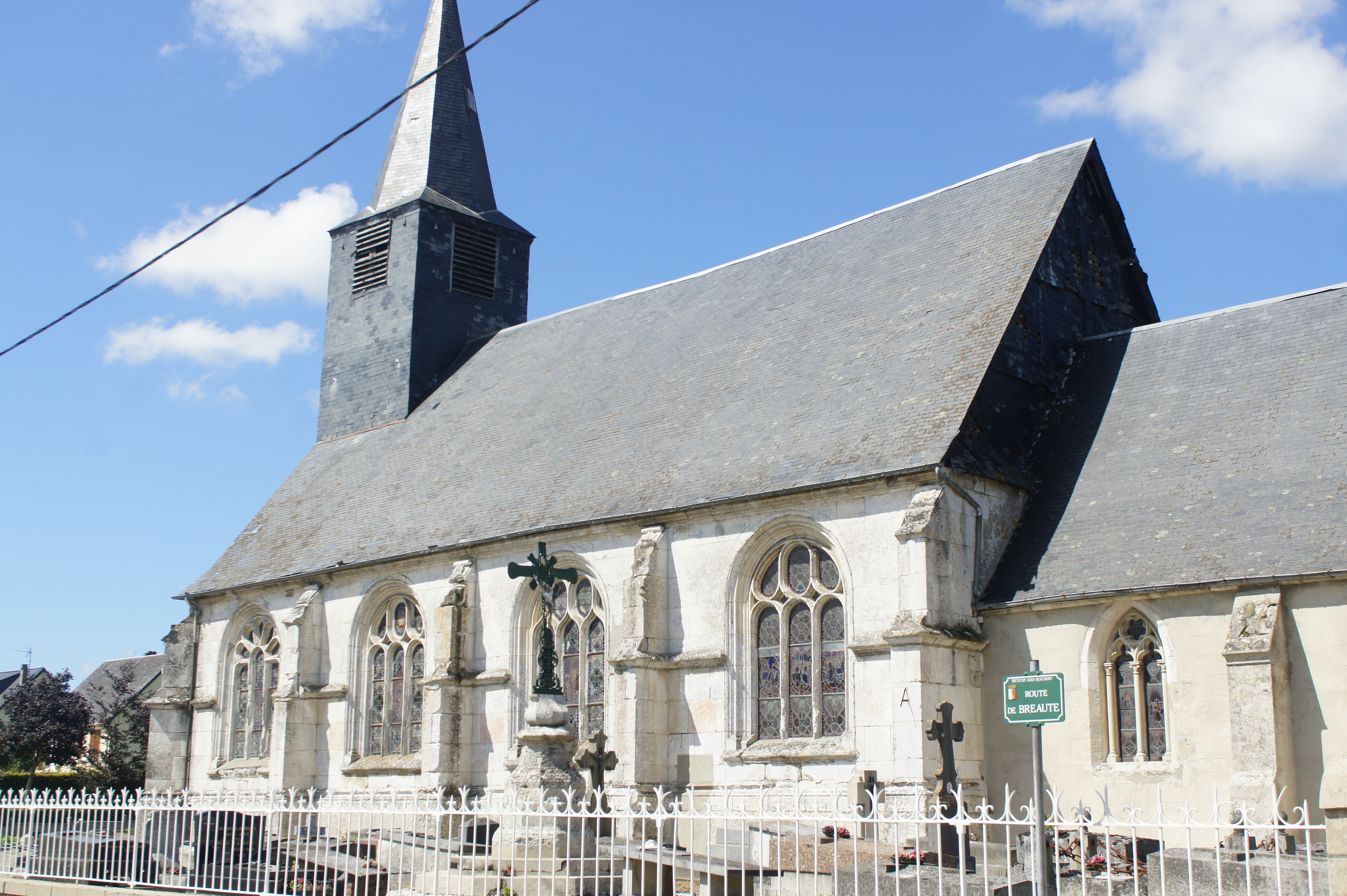
Kirche Notre-Dame

- Herrenhaus Brilly